# Municipio de Benton (condado de Adair)
El municipio de Benton (en inglés: Benton Township) es un municipio ubicado en el condado de Adair en el estado estadounidense de Misuri. En el año 2010 tenía una población de 19700 habitantes y una densidad poblacional de 94,77 personas por km².

## Geografía
El municipio de Benton se encuentra ubicado en las coordenadas 40°11′29″N 92°35′42″O / 40.19139, -92.59500. Según la Oficina del Censo de los Estados Unidos, el municipio tiene una superficie total de 207.87 km², de la cual 205.22 km² corresponden a tierra firme y (1.27%) 2.64 km² es agua.

## Demografía
Según el censo de 2010, había 19700 personas residiendo en el municipio de Benton. La densidad de población era de 94,77 hab./km². De los 19700 habitantes, el municipio de Benton estaba compuesto por el 92.78% blancos, el 2.03% eran afroamericanos, el 0.26% eran amerindios, el 2.18% eran asiáticos, el 0.07% eran isleños del Pacífico, el 0.74% eran de otras razas y el 1.95% pertenecían a dos o más razas. Del total de la población el 2.47% eran hispanos o latinos de cualquier raza.